# Mistrzostwa Australii i Oceanii w Strzelectwie 1991
Mistrzostwa Australii i Oceanii w Strzelectwie 1991 – drugie mistrzostwa Australii i Oceanii w strzelectwie; rozegrano je w australijskiej Adelajdzie. 
W programie mistrzostw znalazło się 29 konkurencji: 14 dla mężczyzn, 7 dla kobiet, a także 8 dla juniorów (juniorzy pierwszy raz wystąpili na mistrzostwach). Indywidualnie najwięcej miejsc na podium wywalczył Australijczyk Anton Wurfel (4). Zawody zdominowali reprezentanci Australii, którzy wygrali 27 złotych medali.

## Klasyfikacja medalowa
Gospodarze mistrzostw
| Pozycja | Kraj          | Złoto | Srebro | Brąz | Łącznie |
| ------- | ------------- | ----- | ------ | ---- | ------- |
| 1       | Australia     | 27    | 17     | 17   | 61      |
| 2       | Nowa Zelandia | 2     | 11     | 9    | 22      |

## Medaliści

### Mężczyźni
| Konkurencja                                 | Złoto                    | Wynik              | Srebro            | Wynik              | Brąz                     | Wynik              |
| Karabin dowolny, trzy pozycje, 50 m         | Anton Wurfel             | 1147+90,9 (1237,9) | Lindsay Smith     | 1126+88,4 (1214,4) | Donald Brook             | 1120+85,7 (1205,7) |
| Karabin dowolny leżąc, 50 m (60 strzałów)   | Ivan Kelly               | 593+100,3 (693,3)  | Stephen Petterson | 591+102,1 (693,1)  | Barry Sturgess           | 587+103,1 (690,1)  |
| Karabin dowolny klęcząc, 50 m (40 strzałów) | Donald Brook             | 381                | Anton Wurfel      | 378                | Lindsay Smith            | 376                |
| Karabin dowolny stojąc, 50 m (40 strzałów)  | Anton Wurfel             | 379                | Lindsay Smith     | 359                | Peter Goldsworthy        | 359                |
| Karabin dowolny leżąc, 300 m                | David Hollister          | 583                | Stanley Golinski  | 580                | Frank Godfrey            | 578                |
| Karabin pneumatyczny, 10 m                  | Anton Wurfel             | 586+102,2 (688,2)  | Peter Goldsworthy | 573+94,8 (667,8)   | Ivan Kelly               | 565+101,1 (666,1)  |
| Pistolet centralnego zapłonu, 25 m          | Michelangelo Giustiniano | 576                | Patrick Murray    | 575                | Bruce Quick              | 573                |
| Pistolet dowolny, 50 m                      | Gregory Yelavich         | 544+95 (639)       | Philip Adams      | 551+87 (638)       | Bruce Quick              | 538+96 (634)       |
| Pistolet pneumatyczny, 10 m                 | Philip Adams             | 577+100,3 (677,3)  | Gregory Yelavich  | 568+101,5 (669,5)  | Julian Lawton            | 573+94,8 (667,8)   |
| Pistolet standardowy, 25 m                  | Bruce Quick              | 567                | Patrick Murray    | 562                | Michelangelo Giustiniano | 550                |
| Pistolet szybkostrzelny, 25 m               | Patrick Murray           | 584+94 (678)       | Kel Vickers       | 562+94 (656)       | Alan Earle               | 560+90 (650)       |
| Ruchoma tarcza, 10 m                        | Bryan Wilson             | 511+87 (598)       | Paul Carmine      | 516+82 (598)       | Peter Mann               | 503+87 (590)       |
| Skeet                                       | John Summers             | 190+20 (210)       | David Cunningham  | 184+23 (207)       | Timothy Doods            | 182+22 (204)       |
| Trap                                        | Russell Mark             | 191+22 (213)       | Michael Diamond   | 187+23 (210)       | Brian Wistrand           | 178+24 (202)       |

### Kobiety
| Konkurencja                         | Złoto             | Wynik             | Srebro             | Wynik             | Brąz           | Wynik            |
| Karabin dowolny, trzy pozycje, 50 m | Alison Hittmann   | 567+91,5 (658,5)  | Sandy Stanway      | 554+91,5 (645,5)  | Cheryl Brook   | 550+83,7 (633,7) |
| Karabin dowolny leżąc, 50 m         | Anne Bugden       | 587               | Sue Carlyon        | 583               | Yvonne Gowland | 583              |
| Karabin pneumatyczny, 10 metrów     | Alison Hittmann   | 388+101,8 (489,8) | Sandy Stanway      | 376+100,3 (476,3) | Sue Carlyon    | 373+98,1 (471,1) |
| Pistolet pneumatyczny, 10 metrów    | Christine Compton | 372+99,7 (471,7)  | Jocelyne Lees      | 374+96,2 (470,2)  | Carol Tomcala  | 375+94,0 (469,0) |
| Pistolet sportowy, 25 metrów        | Christine Compton | 576+96 (672)      | Lynne Freh         | 571+97 (668)      | Carol Tomcala  | 565+89 (654)     |
| Skeet                               | Maree Rooke       | 173               | Wendy Adams        | 154               | Carol Ogden    | 151              |
| Trap                                | Kathie Gault      | 165               | Deserie Huddleston | 162               | Faye Burton    | 160              |

### Juniorzy
| Konkurencja                                         | Złoto           | Wynik | Srebro          | Wynik         | Brąz             | Wynik         |
| Karabin dowolny, trzy pozycje, 50 m (3x20 strzałów) | Clinton Masters | 549   | Paul Brown      | 509           | Nie przyznano    | Nie przyznano |
| Karabin dowolny leżąc, 50 m                         | Paul Brown      | 588   | Jason King      | 587           | Christopher Lott | 584           |
| Karabin pneumatyczny, 10 m                          | Andrew Jaeger   | 561   | Clinton Masters | 549           | Paul Brown       | 544           |
| Pistolet sportowy, 25 m                             | Damien Rogers   | 571   | Andrew Gonzcol  | 570           | Petina Sward     | 563           |
| Pistolet pneumatyczny, 10 m                         | Damien Rogers   | 561   | Andrew Gonzcol  | 558           | Nie przyznano    | Nie przyznano |
| Pistolet pneumatyczny, 10 m                         | Petina Sward    | 563   | Nie przyznano   | Nie przyznano | Nie przyznano    | Nie przyznano |
| Skeet                                               | Clive Barton    | 176   | Luther Roberts  | 168           | Anders Larsen    | 149           |
| Trap                                                | Matthew Howden  | 184   | Allan Sinclair  | 166           | Ben Rosewarne    | 166           |